# Pletený Újezd
Pletený Újezd là một làng thuộc huyện Kladno, vùng Středočeský, Cộng hòa Séc.